# Société pour la construction d'avions de tourisme et d'affaires
Depuis 1965, la Société pour la construction d'avions de tourisme et d'affaires (SOCATA) produit des avions légers, la gamme des monomoteurs à piston TB ainsi que le monoturbopropulseur d'affaires TBM-900.
C’était une filiale du groupe français Aérospatiale puis de EADS avant de rejoindre Daher en 2009.
Elle est implantée au sud de Tarbes, dans la commune de Louey ainsi qu'aux États-Unis.

## Historique
Au salon de l'aéronautique de décembre 1911, Morane-Saulnier fait sensation avec ses quatre nouveaux appareils monoplans dont un avec un fuselage en acier, du jamais vu à l'époque.
Début XXe siècle, l’avionneur Morane-Saulnier conçoit des monoplans qui s’imposeront comme les meilleurs de leur temps. Avec son pilote Roland Garros, il connaît plusieurs exploits (record du monde d’altitude, première traversée Afrique-Europe, traversée de la Méditerranée).
La Société pour la construction d'avions de tourisme et d'affaires (SOCATA) est ensuite créée en 1966 lorsque le groupe Sud-Aviation rachète Morane-Saulnier.
En 1970, Sud Aviation, avec donc la Socata, est intégrée dans l’Aérospatiale qui deviendra Aérospatiale Matra puis EADS en 2000.
La Socata est également sous-traitante en aérostructures pour divers constructeurs aéronautiques tels que Airbus, Avions de transport régional, Dassault Aviation et Airbus Helicopters.
En 2009, EADS vend 70 % de Socata à Daher, ce qui permet à la Socata de récupérer un nouveau marché concernant Airbus, dont les trappes de train principal de l'A350 XWB. Le 25 février 2015, Daher-Socata change de nom et devient Daher, faisant définitivement disparaitre le nom.

## Les avions

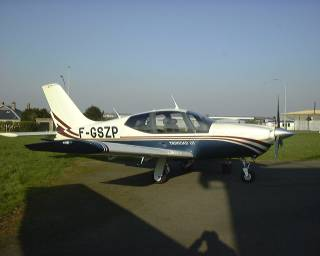
TB-20 GT

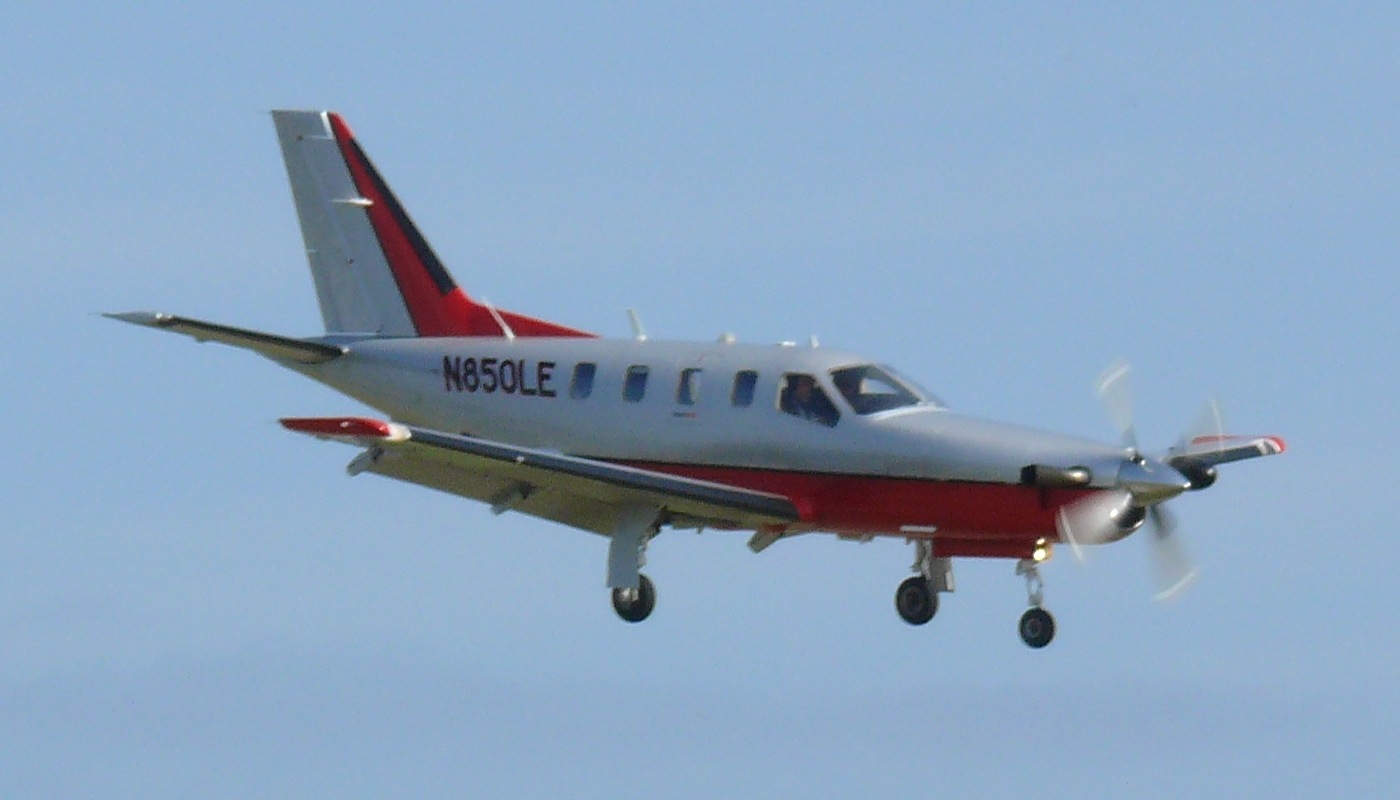
TBM-850

- À sa création, la Socata hérite de la gamme Rallye de Morane-Saulnier, qui date de 1959.
- Elle reprend également la construction du Gardan GY-80 Horizon de Sud-Aviation.
- En 1970, sort le SOCATA ST-10 Diplomate, une évolution du Gardan GY-80 Horizon.
- En 1979, apparaît la première création propre de la Socata, le TB-10 Tobago, suivi du TB-9 Tampico qui remplace le Rallye.
- En 1982, ce sera le TB-20 Trinidad à train rentrant.
- En 1983, le TB-30 Epsilon entre en service dans l'armée de l'air comme avion d'entraînement.
- En 1986, le TB-21 TC Trinidad à turbo-compresseur complète la gamme TB.
- En 1989, le TB-31 Omega est un prototype construit à un exemplaire dérivé du TB-30 équipé d'un turbopropulseur Turboméca.
- En 1990, sort le TBM-700, résultat d'une collaboration avec Mooney. C'est le premier avion d'affaires monomoteur pressurisé à turbine.
- En 2000, la gamme TB est rajeunie et devient la gamme TB GT (pour Generation Two).
- Fin 2005, sort le TBM-850, version améliorée du TBM-700.
- Janvier 2008, le TBM-850 passe en version Glass Cockpit (instrumentation entièrement numérique).
- Juillet 2011, le TBM-850 offre la possibilité de réaliser diverses Missions Spéciales. Il prend alors le nom de TBM MMA.
- Fin 2012, le TBM-850 Elite fait son apparition, proposant la possibilité de passer de 4 à 6 places en moins de 10 minutes.
- Le 12 mars 2014, le TBM-900 est dévoilé à la presse dans les usines de Tarbes. C'est le premier avion réalisé par la Socata depuis son acquisition par Daher en 2009. Le TBM 900 est ensuite décliné en TBM 910, équipé de la suite avionique Garmin G1000 et en TBM 930 équipé de la suite avionique G3000
- Le 7 mars 2019 Daher annonce le TBM 940, version améliorée du TBM 910 / 930, équipé d'une automanette et de la capacité d'atterrissage automatique. L'entrée en service est prévue au cours de l'été 2019.
- Le 6 avril 2022, Daher présente le TBM 960 doté d'un nouveau moteur Pratt & Whitney Canada PT6E-66XT[3].

## Livraisons

### De 1996 à 2005
| Années | 1996 | 1997 | 1998 | 1999 | 2000 | 2001 | 2002 | 2003 | 2004 | 2005 |
| ------ | ---- | ---- | ---- | ---- | ---- | ---- | ---- | ---- | ---- | ---- |
| TB20   | 13   | 11   | 20   | 31   | 26   | 33   | 44   | 19   | 0    | 1    |
| TB21   | 2    | 1    | 2    | 4    | 8    | 12   | 14   | 9    | 2    | 3    |
| TBM700 | 8    | 9    | 11   | 20   | 25   | 33   | 34   | 34   | 31   | 31   |

### De 2006 à nos jours
| Années    | 2006 | 2007 | 2008 | 2009 | 2010 | 2011 | 2012 | 2013 | 2014 | 2015 | 2016 | 2017 | 2018 | 2019 | 2020 |
| --------- | ---- | ---- | ---- | ---- | ---- | ---- | ---- | ---- | ---- | ---- | ---- | ---- | ---- | ---- | ---- |
| TBM850    | 32   | 46   | 60   | 36   | 38   | 38   | 38   | 40   | 0    | 0    | 0    | 0    | 0    | 0    | 0    |
| TBM9x0    | -    | -    | -    | -    | -    | -    | -    | -    | 51   | 55   | 54   | 57   | 50   | 48   | 42   |
| Kodiak100 | -    | -    | -    | -    | -    | -    | -    | -    | -    | -    | -    | -    | -    | 20   | 11   |